# Fananu
Fananu (o Fala-Beguets) è un atollo delle Isole Caroline. Amministrativamente è una municipalità del Distretto Oksoritod, di Chuuk, uno degli Stati Federati di Micronesia. 
Ha una superficie di 1 km² e 402 abitanti (Census 2008).